# Giải Thanh Tâm
Giải Thanh Tâm là giải thưởng danh giá trong nền sân khấu cải lương Việt Nam, tồn tại từ năm 1958 đến 1968.

## Lịch sử
Theo lời NSND Thanh Bạch trong chương trình Ký ức vui vẻ mùa 2, tiền thân Giải Thanh Tâm là chương mục Trương Kịch Tràng (lái "trang kịch trường") trên tờ Tiếng Dội Miền Nam do kí giả Trần Tấn Quốc làm chủ sự, rất ăn khách trong thập niên 1950 và thậm chí quyết định sự nổi tiếng của giới tài tử đương thời.
Giải được kí giả Trần Tấn Quốc sáng lập dựa trên mục đích "với cao vọng xây dựng một thế hệ nghệ sĩ cải lương tài và đức đi đôi, hầu xóa bỏ ít nhiều thành kiến đối với nghề hát xứ ta...". Giải thưởng cao nhất là huy chương vàng, nhưng từ năm 1965 có thêm 2 giải Diễn viên xuất sắc và Tuồng hay nhất trong năm. Ông lấy bút danh của mình làm tên giải thưởng.
Tưởng thưởng viên được trao tặng gồm : Bằng khen bằng sứ kí kiểu hoặc huy chương vàng thép đúc, kèm tờ chứng thư gouache. Hàng năm ủy ban tổ chức cũng phát hành cuốn Giai Phẩm để công bố những hạng mục trúng giải.
Theo báo Thanh Niên: "Sau khi ra mắt, giải Thanh Tâm trở nên danh giá trong làng sân khấu. Ngoài tiêu chuẩn ca diễn xuất sắc, giải Thanh Tâm còn đòi hỏi tiêu chuẩn đạo đức, cho nên nghệ sĩ luôn rèn luyện, phấn đấu. Việc chấm giải rất lạ, không hề có một cuộc thi nào diễn ra. Ban giám khảo sẽ đi xem tất cả các vở tuồng trong năm, chọn ra tuồng hay, nghệ sĩ giỏi rồi cuối cùng mới ngồi lại bình bầu. Vì thế, nghệ sĩ phải luôn trong tư thế "thi" suốt cả năm, hết năm này lại năm khác, hết suất này tới suất khác. Thậm chí phải luôn sống tử tế, vì chỉ cần tai tiếng là coi như bị loại".
Giải Thanh Tâm kết thúc năm 1968 và được coi là một trong những tiền thân của Giải thưởng Văn học Nghệ thuật Toàn quốc. Theo các kí giả và nghệ sĩ đương thời, bấy giờ trào lưu coi phim chưởng Đài Loan Hương Cảng trong dân gian quá mạnh khiến sân khấu cải lương đứt gánh, sinh hoạt không còn được sôi động như trước nữa, chưa nói rằng các buổi biểu diễn thường có biệt động cộng sản quăng lựu đạn làm nhiều tài tử và khán giả bị chết nên không gian tuồng truyền thống bị tổn thất đáng kể. Vì thế, việc khép lại là hợp lí.

## Liệt biểu
| Năm  | Huy chương vàng                                                       | Tài tử xuất sắc nhứt                                              | Tuồng hay nhứt trong năm                                                            |
| ---- | --------------------------------------------------------------------- | ----------------------------------------------------------------- | ----------------------------------------------------------------------------------- |
| 1958 | Thanh Nga                                                             | (chưa có)                                                         | Người vợ không bao giờ cưới (Kiên Giang – Quy Sắc)                                  |
| 1959 | Lan Chi, Hùng Minh                                                    | chưa có                                                           | chưa có                                                                             |
| 1960 | Bích Sơn, Ngọc Giàu                                                   | (chưa có)                                                         | (chưa có)                                                                           |
| 1961 | Thanh Thanh Hoa                                                       | (chưa có)                                                         | (chưa có)                                                                           |
| 1962 | Ngọc Hương, Ánh Hồng                                                  | (chưa có)                                                         | (chưa có)                                                                           |
| 1963 | Bạch Tuyết, Mộng Tuyền, Trương Ánh Loan, Tấn Tài, Diệp Lang, Thanh Tú | (chưa có)                                                         | (chưa có)                                                                           |
| 1964 | Lệ Thủy, Thanh Sang                                                   | (chưa có)                                                         | Sương mù trên non cao (Hà Triều – Hoa Phượng)                                       |
| 1965 | Thanh Nguyệt, Bo Bo Hoàng                                             | Hữu Phước (Chuyện tình 17), Bạch Tuyết (Nỗi buồn con gái)         | Nỗi buồn con gái/Tần Nương Thất (Hà Triều – Hoa Phượng)                             |
| 1966 | Phượng Liên, Phương Quang                                             | Thành Được (Tiếng hạc trong trăng), Thanh Nga (Sân khấu về khuya) | Nước biển mưa nguồn (Nguyễn Thành Châu), Tiếng hạc trong trăng (Yên Ba – Loan Thảo) |
| 1967 | Mỹ Châu, Ngọc Bích, Bảo Quốc, Phương Bình                             | Ngọc Giàu, Thanh Hải                                              | –                                                                                   |